# Caldera di Silverthrone
La caldera di Silverthrone (in inglese Silverthrone Caldera) è un complesso vulcanico potenzialmente attivo situato nel sud-ovest della Columbia Britannica, in Canada, distante 350 km a nord-ovest della città di Vancouver e circa 50 km a ovest del monte Waddington nelle Montagne del Pacifico (Pacific Ranges), comprese a loro volta nelle Montagne Costiere. La caldera è una delle maggiori tra le poche presenti in Canada occidentale, misurando circa 30 km di lunghezza (asse nord-sud) e 20 di larghezza (est-ovest). Il monte Silverthrone, un duomo di lava eroso sul fianco settentrionale della caldera e alto 2.864 m, risulta tra i vulcani più elevati del Canada.
I principali ghiacciai nell'area della caldera sono il Pashleth, il Kingcome, il Trudel, il Klinaklini e il Silverthrone. La maggior parte del sito giace nel campo di ghiaccio di Ha-Iltzuk, il più vasto localizzato nella metà meridionale delle Montagne Costiere; si tratta di uno dei cinque campi di ghiaccio nella Columbia Britannica sudoccidentale assottigliatisi dalla metà degli anni '80 a causa del surriscaldamento globale. Quasi la metà del ghiacciaio Klinaklini alimenta il corso d'acqua omonimo, mentre altro generano falde e corsi d’acqua minori.
La caldera del Silverthrone si colloca in una località remota e viene raramente visitata o studiata da geoscienziati, inclusi i vulcanologi. Può essere raggiunta in elicottero o, con difficoltà maggiori, compiendo un'escursione lungo una delle numerose valli fluviali che si estendono dalla costa della Columbia Britannica o dall'Interior Plateau.

## Geologia
Silverthrone rientra nella cintura vulcanica di Pemberton: in un altro complesso di caldere profondamente eroso chiamato complesso del ghiacciaio Franklin, la cintura vulcanica di Pemberton si fonde con quella di Garibaldi, composta da coni e campi vulcanici che seguono una linea nord-occidentale nei pressi del confine tra Canada e USA ad est di Vancouver, sulla costa della Columbia Britannica. Si pensa che le rocce intrusive presenti in zona siano filoniane e associate a un fronte vulcanico attivo nel Miocene, durante le prime fasi della subduzione della placca di Juan de Fuca. Con la notevole eccezione dell'isola King, tutte le rocce intrusive ed eruttive sono calcalcaline, soprattutto granodiorite e dacite.
Su scala più ampia, le rocce intrusive ed eruttive rientrano nell'arco delle Montagne Costiere, circostanza che è lo rende il più grande deposito di granito contiguo affiorante in Nord America. Le rocce metamorfiche si estendono per circa 1.800 km lungo la costa della Columbia Britannica, l'Alaska sud-orientale e lo Yukon sud-occidentale. Si tratta di un residuo di un arco vulcanico un tempo maggiormente vasto chiamato arco della Catena Costiera, originatosi come risultato della subduzione delle placche Farallon e Kula tra il Giurassico e l'Eocene. Al contrario, il Garibaldi, il Meager, il Cayley e il Silverthrone risultano di origine vulcanica recente.

### Struttura

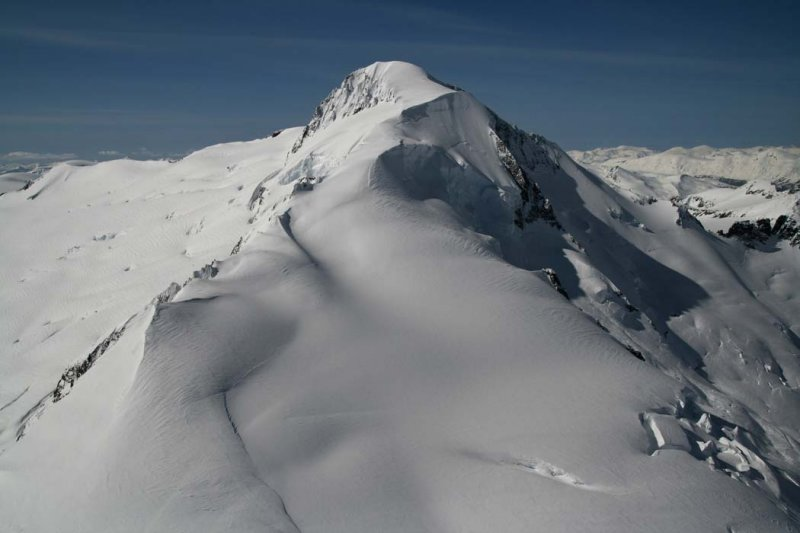
La facciata orientale del monte Silverthrone

Come altre caldere, il Silverthrone si formò come risultato dello svuotamento della camera magmatica sotto il vulcano. Se venisse eruttato abbastanza magma, la camera svuotata non sarà in grado di sostenere il peso dell'edificio vulcanico sopra di essa. Una frattura approssimativamente circolare, una "faglia ad anello", si sviluppò in passato attorno al bordo della camera. Queste fratture ad anello fungono da alimentatori per le intrusioni di faglie: le bocche vulcaniche secondarie si formarono sopra la frattura dell'anello e, quando la camera magmatica si svuotava, il centro del vulcano all'interno della frattura dell'anello iniziò a collassare. Tale azione potrebbe essere frutto di una singola eruzione cataclismica oppure come risultato di una serie di eruzioni.
La netta differenza tra la spessa breccia basale del monte Silverthrone e le rocce cristalline più antiche delle cime adiacenti suggeriscono che la presenza della prima si deve a quanto rilasciato dalle caldere. La presenza di irregolari intrusioni subvulcaniche e una profusione di dicchi all'interno della breccia, ma non nelle adiacenti rocce incassanti, forniscono ulteriori informazioni sulla natura geologica della caldera del Silverthrone. La datazione al potassio-argon tra 750.000 e 400.000 anni relativamente al duomo di lava riolitico sopra la breccia basale appare coerente con gli alti tassi di sollevamento ed erosione registrati altrove nelle Montagne Costiere.

### Origini

Mappa dei vulcani della cintura di Garibaldi, inclusa l'area della caldera di Silverthrone

Risultando ancora in gran parte inspiegabili, le cause tettoniche del vulcanismo che generò la caldera del Silverthrone sono ancora oggetto di ricerca. Il sito non si trova al di sopra di un punto caldo, come invece lo sono le Nazko o le Hawaii. Tuttavia, tracce di quanto prodotto della zona di subduzione della Cascadia come andesite, andesite basaltica, dacite e riolite si possono trovare nel vulcano e altrove lungo la zona di subduzione. L'attuale conformazione della placca si deve alla subduzione che la interessa, come emerge dalla composizione chimica del Silverthrone.
La zona di subduzione della Cascadia è una lunga placca tettonica al limite che separa quella di Juan de Fuca, dell'Explorer, di Gorda e quella nordamericana. In quel punto, la crosta oceanica dell'Oceano Pacifico sprofonda al di sotto del Nord America a una velocità di 40 mm all'anno. Il magma caldo che risalì sopra la placca oceanica discendente creò dei vulcani, ognuno dei quali eruttò per alcuni milioni di anni. Si stima che la zona di subduzione esista da almeno 37 milioni di anni; in quel periodo prese vita quello che oggi è chiamato arco vulcanico delle Cascate, il quale si estende per 1.000 km lungo la zona di subduzione dalla California settentrionale all'isola di Vancouver. Diversi vulcani nell'arco sono potenzialmente attivi: tutte le eruzioni dei crateri locali avvenute in epoca storica di cui si ha notizia sono accadute in territorio statunitense. Due delle più recenti sono state quella di Lassen Peak nel 1914-1921 e la grande eruzione del monte Saint Helens del 1980. Per rintracciare la meno antica avvenuta in Canada bisogna pensare a quella del massiccio del monte Meager 2.350 anni fa circa.

### Cicli eruttivi

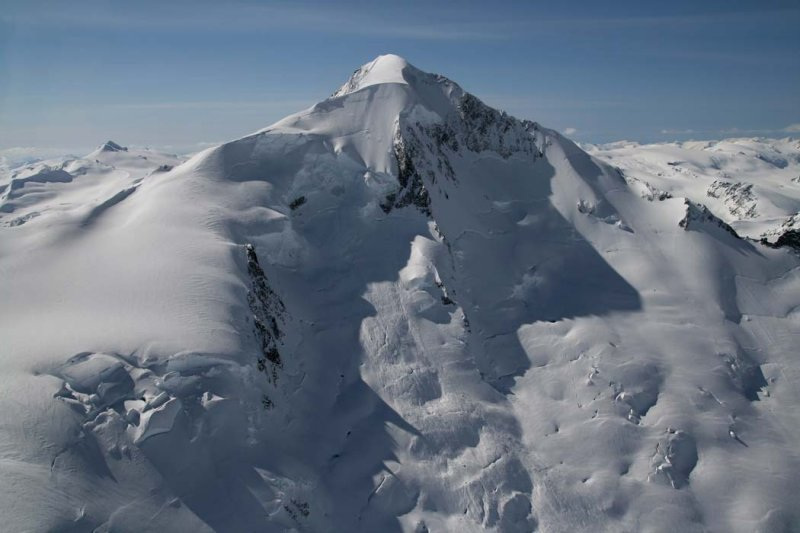
Veduta verso nord-est del monte Silverthrone

Si sa molto poco della storia eruttiva di Silverthrone, ma si tende a ritenere che, come per altre caldere locali, le eruzioni siano di natura esplosiva, coinvolgendo magma viscoso, valanghe incandescenti di cenere vulcanica e caldi flussi piroclastici. Il magma di origine di questa roccia è classificato come acido, con livelli da alti a intermedi di silice, specie riolite, dacite e andesite. Il magma andesitico e riolitico sono comunemente associati alle due forme di eruzioni esplosive chiamate pliniana e peleana. Il Silverthrone è considerevolmente più giovane del suo vicino prominente, il complesso del ghiacciaio di Franklin a est-sudest.
La maggior parte dei prodotti eruttivi della caldera sono stati pesantemente erosi dai ghiacciai alpini e ora sono esposti in pendii scoscesi che si estendono dal livello del mare ad altitudini inferiori a 3.000 m. La maggior parte del complesso sembra sia esploso tra 100.000 e 500.000 anni fa, ma si rintracciano anche coni andesitici e basaltici postglaciali e colate laviche. Grazie alla datazione al potassio-argon, si è scoperto che 1.100.000-1.000.000 di anni or sono una grande colata lavica lunga almeno 10 km si riversò nel torrente Pashleth e nelle valli del fiume Machmell. Questo flusso di lava a blocchi appare chiaramente molto più recente della datazione al potassio-argon e le correnti glaciali ad alta energia avevano al tempo appena iniziato a incidere un canale lungo il margine della colata lavica. Le rocce andesitiche più giovani emesse da un gruppo di bocche, ora per lo più coperte di ghiaccio, si estendevano intorno alla periferia della caldera. Ad altitudini elevate, brecce e materiale piroclastico prossimali di diversi coni erosi poggiano su colluvi grossolani derivati dalle parti più antiche del complesso vulcanico. La presenza di depositi fluviali glaciali non consolidati sotto il flusso suggerisce che questo abbia meno di 1.000 anni.
Sebbene il preciso indice di esplosività vulcanica (VEI) della caldera di Silverthrone sia sconosciuto, la chimica e la struttura del vulcano possono essere paragonate ad altre caldere che vantano alle spalle la produzione di alcune delle eruzioni più violente del mondo. Lunga circa 30 km e larga 20, la caldera ha una dimensione assai maggiore di altri punti craterici dello stesso arco: si pensi al lago Crater, in Oregon, dove la lunghezza misura 10 km e la lunghezza 8. Tali caldere sono solitamente formate da grandi eruzioni cataclismiche che raggiungono il grado 7 sull'indice di esplosività vulcanica ("super-colossale").

### Attività attuale
La caldera di Silverthrone è uno degli undici vulcani canadesi ad attirare l'attenzione dei sismologi: gli altri sono il Castle Rock, il monte Edziza, il massiccio del monte Cayley, il monte Hoodoo, The Volcano, Crow Lagoon, il monte Garibaldi, il massiccio del monte Meager, il campo vulcanico di Wells Gray-Clearwater e il cono Nazko. I dati sismici suggeriscono che questi vulcani contengano ancora tunnel di magma fluido, indicando una possibile futura attività eruttiva. Malgrado i dati disponibili non consentano una conclusione chiara, le osservazioni mosse dai geologi rappresentazioni ulteriori indicazioni che alcuni dei vulcani del Canada sono potenzialmente attivi e i loro rischi associati possono essere significativi. L'attività sismica è correlata sia ad alcuni dei vulcani più giovani del Canada sia a centri vulcanici di lunga durata con un trascorso di eventi esplosivi significativi, come la caldera di Silverthrone.

## Minacce e prevenzione

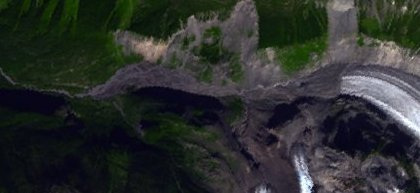
Immagine satellitare di una colata lavica postglaciale

Le eruzioni vulcaniche in Canada raramente causano vittime a causa della loro lontananza e del basso livello di attività. L'unica fatalità nota dovuta all'attività vulcanica in Canada si è verificata presso il Tseax Cone nel 1775, quando un flusso di lava di 22,5 km circa di lunghezza attraversò i fiumi Tseax e Nass, distruggendo l'agglomerato di Nisga'a e uccidendo circa 2.000 persone per via del gas vulcanico. I paesi e le città a sud di Silverthrone ospitano oltre la metà degli abitanti della Columbia Britannica ed è probabile che future eruzioni danneggino le aree popolate, rendendo Silverthrone e altri vulcani della cintura di Garibaldi più a sud, in potenza, un grave pericolo. Per questo motivo, la Commissione geologica del Canada (Geological Survey of Canada) continua a pianificare nuovi progetti per studiare Silverthrone e altri vulcani della cintura Garibaldi a sud. I rischi significativi caratterizzati da quasi tutti i crateri canadesi richiedono mappe volte a prevenire pericoli maggiori per tracciare vie di fuga e piani di evacuazione di emergenza. La commissione fa inoltre notare come, in caso di intensa attività sismica, come accaduto in passato a Silverthrone, si è di fronte a una possibilità concreta che la situazione possa culminare con un'eruzione. Qualora questa avvenisse ad opera della caldera in esame o di un'altra qualsiasi della cintura Garibaldi, essa avrebbe un impatto significativo sulla Highway 99 e su centri urbani quali Pemberton, Whistler e Squamish, e in teoria pure Vancouver.

### Eruzioni esplosive

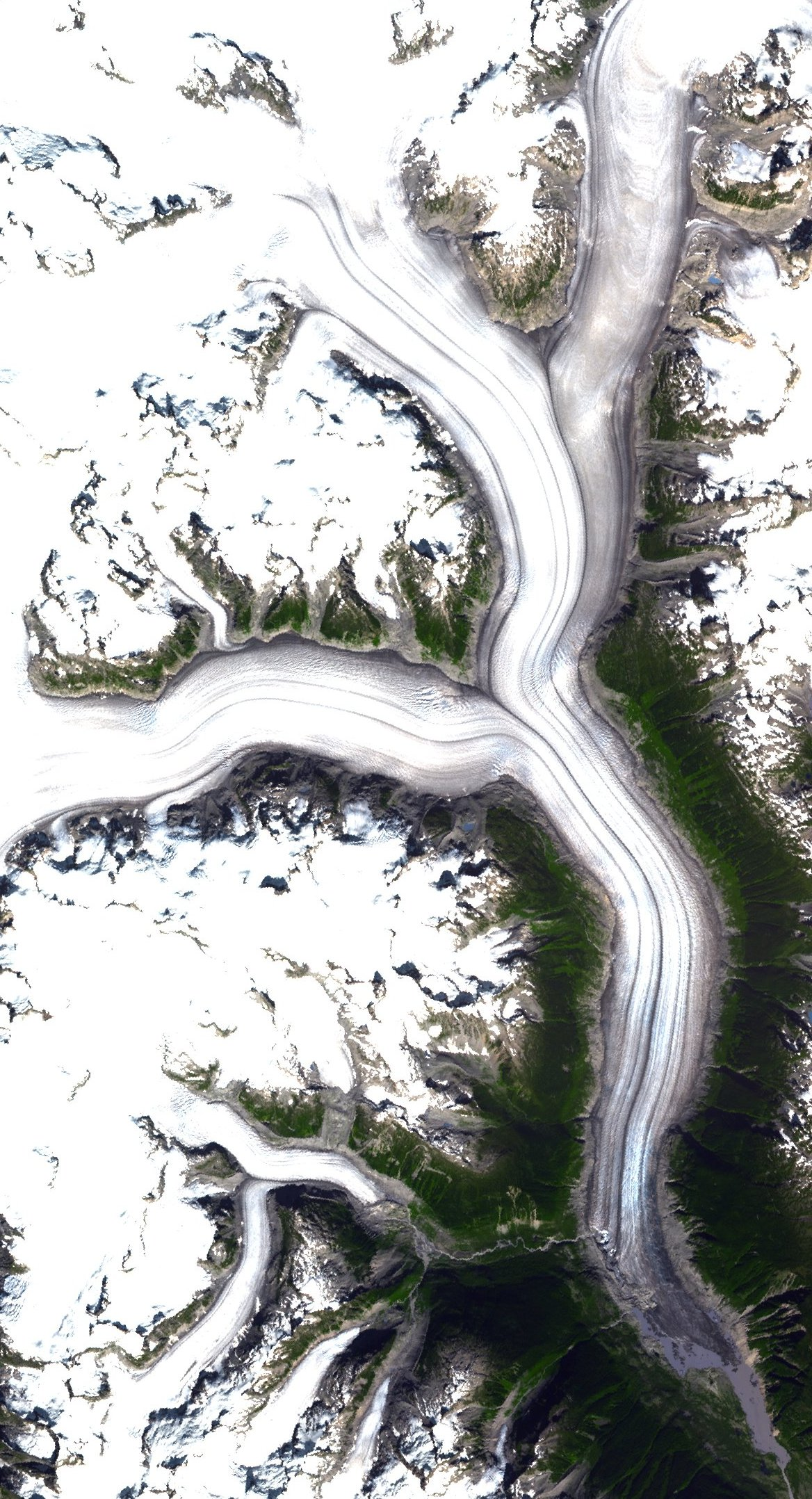
Immagine satellitare dei ghiacciai Silverthrone e Klinaklini

La natura esplosiva delle eruzioni passate della caldera di Silverthrone suggerisce che questo vulcano rappresenta una significativa minaccia a lunga distanza per le comunità in tutto il Canada, specie per le grandi quantità di cenere che potrebbero riversarsi. Le colonne di cenere potrebbero salire a diverse centinaia di metri sopra il vulcano, il che renderebbe questo un pericolo per il traffico aereo lungo la rotta aerea costiera tra Vancouver e l'Alaska. La cenere vulcanica riduce la visibilità e può causare guasti al motore a reazione, così come danni ai sistemi di controllo di volo. Inoltre, i flussi piroclastici potrebbero avere un effetto non trascurabile sul ghiacciaio Ha-Iltzuk che circonda il vulcano: non si deve infatti dimenticare che lo scioglimento del ghiaccio glaciale tende a causare lahar o colate di detriti (si pensi alla tragedia di Armero del 1985 in Colombia, causata da una piccola eruzione sotto la calotta glaciale sommitale del Nevado del Ruiz). A sua volta, un simile scenario avrebbe un impatto imprevedibile sul bacino del vicino fiume Machmell e su altre sorgenti d'acqua.

### Colate laviche
Poiché la regione di Silverthrone si trova in una zona remota e straordinariamente ripida delle Montagne Costiere, il pericolo rappresentato dai flussi di lava sarebbe compreso tra basso e moderato. Il magma con livelli da alti a intermedi di silice (specie andesite, dacite o riolite) si muove di solito lentamente e si sparge in piccoli perimetri per formare cumuli dai lati ripidi chiamati duomi di lava. I duomi lavici spesso crescono di dimensione grazie all'estrusione di molti flussi individuali di uno spessore complessivo inferiore a 30 m in un arco temporale compreso tra diversi mesi a svariati anni. Tali flussi si sovrappongono l'uno all'altro e, in genere, si spostano a meno di pochi metri all'ora. I getti di lava presso la caldera di Silverthrone possono essere più intensi di quelli di altri vulcani della catena delle Cascate: la media per quest'ultimo gruppo montuoso vede i flussi di lava con livelli di silice da alti a intermedi estendersi raramente per più di 8 km dalla loro sorgente, mentre Silverthrone produce un flusso di lava andesitico lungo 10 km che si snoda nelle valli del torrente Pashleth e del fiume Machmell. Sono state inoltre rinvenute prove che le colate laviche potrebbero aver parzialmente bloccato o almeno alterato il corso del fiume Machmell. La rinnovata attività in quest'area potrebbe interrompere il corso del fiume e rivestire un grave impatto sulle persone che vivono o lavorano a valle.

### Gas vulcanico
Il gas vulcanico include una varietà di sostanze che possono essere rilasciate nell'atmosfera: tra di esse, figurano gas intrappolati nelle cavità terrestri (vesicole) in rocce vulcaniche, gas disciolti o dissociati in magma e lava, o gas emanato direttamente dalla lava o indirettamente attraverso l'acqua sotterranea riscaldata dall'azione vulcanica. I gas vulcanici che rappresentano il maggior potenziale pericolo per persone, animali, agricoltura e costruzioni risultano l'anidride solforosa, il diossido di carbonio e il fluoruro di idrogeno. A livello locale, l'anidride solforosa può generare piogge acide e inquinamento atmosferico sottovento rispetto al vulcano. Su scala più ampia, le grandi eruzioni esplosive che rilasciano un enorme volume di zolfo nella stratosfera possono portare a temperature superficiali più basse e favorire l'indebolimento dell'ozonosfera terrestre. Perché il gas di diossido di carbonio è più pesante dell'aria, il gas può accumularsi in aree basse e accumularsi nel terreno, arrecando inoltre in grosse concentrazioni danni permanenti o addirittura la morte per persone, animali e vegetazione.

## Monitoraggio

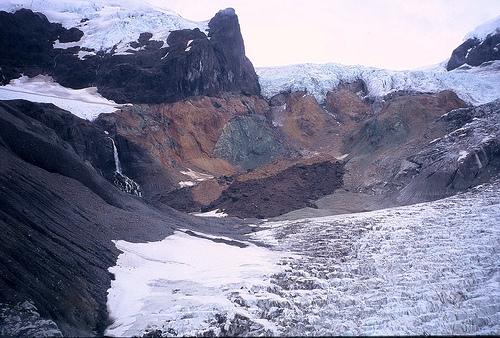
Cascate di ghiaccio e lava estrusa sul ghiacciaio Kingcome

Attualmente Silverthrone non è monitorato abbastanza da vicino dalla Commissione geologica del Canada per accertare quanto sia attivo il sistema magmatico del vulcano. La rete di sismografi nazionale canadese istituita allo scopo di monitorare i terremoti in tutto il territorio è anch'essa troppo lontana per fornire un'indicazione accurata di quanto accade sotto la superficie terrestre. È vero che è possibile avvertire un aumento dell'attività sismica qualora il massiccio dovesse diventare molto irrequieto, ma va tenuto presente che tali eventi premonitori riguarderebbero solo una grande eruzione; il sistema potrebbe rilevare attività solo una volta che il vulcano ha cominciato a risvegliarsi.
Una possibile strategia volta a rilevare un'eruzione è studiare la storia geologica di Silverthrone, in quanto ogni vulcano ha un proprio modello di comportamento in termini di effetti, magnitudo e frequenza dell'eruzione; pertanto, è legittimo presumere che un futuro scoppio non assuma caratteristiche divergenti da quelle passate.
Malgrado sussista la probabilità che il Canada venga gravemente coinvolto da eruzioni vulcaniche locali o nelle vicinanze, si è sostenuto che il programma di tracciamento vada migliorato. Le considerazioni sui costi benefici appaiono fondamentali per affrontare i rischi naturali e andrebbero tenuti presenti vari fattori, non ultimi i tipi di pericolo. Al momento, la rete costruita nella Columbia Britannica o altrove in Canada deficita in parte dei requisiti ritenuti necessari.
Altre tecniche vulcaniche, quali le mappature dei pericoli ad oggi latenti, mostrano in dettaglio la storia eruttiva di un vulcano e ipotizzano una comprensione dell'attività pericolosa che potrebbe essere prevista in futuro. La maggioranza delle informazioni sulla caldera di Silverthrone raccolta in luogo è avvenuta non per opera della Commissione geologica canadese, ma grazie al lavoro di vulcanologi e geologi per proprio conto. Le conoscenze attuali appaiono migliori presso il massiccio del monte Meager e potrebbero essere accresciute con un progetto temporaneo di mappatura e di monitoraggio.

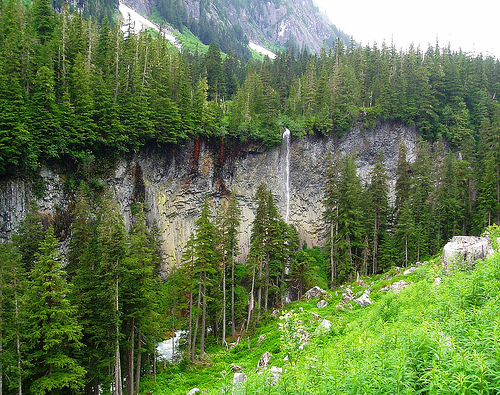
Colata lavica presso il torrente Charnaud

La rete esistente di sismografi per monitorare i terremoti tettonici esiste dal 1975, anche se rimase poco curata fino al 1985, quando la popolazione accrebbe. A parte alcuni esperimenti di monitoraggio sismico a breve termine da parte del servizio geologico nazionale, nessun completo monitoraggio dei vulcani è stato effettuato presso la caldera di Silverthrone o presso altri vulcani in Canada a un livello che si avvicina a quello messo in piedi nei vicini Stati Uniti occidentali. I vulcani attivi o irrequieti vengono solitamente monitorati utilizzando almeno tre sismografi tutti entro circa 15 km e frequentemente entro 5, per una migliore sensibilità di rilevamento e errori di posizione ridotti, in particolare per la profondità del terremoto. Tale monitoraggio rileva il rischio di un'eruzione, offrendo una capacità di previsione importante per mitigare il rischio vulcanico. Attualmente la caldera di Silverthrone non ha un sismografo posizionato a meno di 124 km. Con l'aumento della distanza e il calo del numero di sismografi utilizzati per indicare gli sciami, la capacità di previsione è ridotta perché la posizione del terremoto e l'accuratezza della misurazione della profondità si riducono. Il livello di magnitudo registrato nella fascia vulcanica Garibaldi si alterna solitamente tra 1 e 1,5, con numeri altrove superiori e compresi tra 1,5 e 2.
In paesi come il Canada è possibile che piccoli sciami di terremoti precursori non vengano rilevati, in particolare se non sono stati osservati eventi di un certo spessore; appare in sintesi chiaro come la rilevazione di maggiori sciami possa agevolare una comprensione più completa delle attività vulcaniche, permettendole di associarle a un singolo edificio vulcanico.